# تپه ولی‌آباد خرابه
تپه ولی آباد خرابه مربوط به دوران پیش از تاریخ ایران باستان - دوران‌های تاریخی پس از اسلام است و در شهرستان اسدآباد، بخش مرکزی، روستای ولی آباد واقع شده و این اثر در تاریخ ۱۰ بهمن ۱۳۸۳ با شمارهٔ ثبت ۱۱۳۵۵ به‌عنوان یکی از آثار ملی ایران به ثبت رسیده است.